# Candace Owens
Candace Owens (White Plains, New York, 29 de abril de 1989) es una vloguera, autora y comentarista católica conservadora estadounidense. Es conocida por sus declaraciones a favor de Donald Trump y por su crítica hacia Black Lives Matter y al Partido Demócrata. Candace trabajó como directora de comunicaciones, entre los años 2017 y 2019, para la organización sin ánimo de lucro (OSAL) conservadora Turning Point USA.

## Infancia y educación
Candace Owens nació en White Plains, Nueva York], en 1989 y creció en Stamford, Connecticut. Se graduó en el Stamford High School. Sus abuelos la criaron después de que sus padres se divorciaran.
En 2007, mientras terminaba el instituto, Owens recibió llamadas amenazantes y racistas. El niño que finalmente fue implicado en el caso estaba en un automóvil con varios otros niños, incluido el hijo de 14 años del entonces alcalde de Stamford, y posteriormente gobernador de Connecticut, Dannel Malloy. La familia de Candace demandó a la Junta de Educación de Stamford en el tribunal federal. Al final, el proceso se resolvió con un acuerdo de indemnización de 37.500 dólares.
Owens estaba estudiando periodismo en la Universidad de Rhode Island, pero lo dejó después de su primer año. Después, trabajó para la revista Vogue. En 2012 consiguió un trabajo como ayudante administrativa para una empresa de inversiones privada.En 2024 Owens se convirtió oficialmente a la Iglesia Católica.

## Carrera

### Doxing, Gamergate y transformación política
Candace Owens lanzó socialautopsy.com en 2016, un sitio web donde expondría a gente que practicara el ciberacoso, siguiendo su rastro en diferentes redes sociales. El sitio propuesto pediría a usuarios tomar capturas de pantalla de publicaciones ofensivas y enviarlas al sitio web donde serían expuestas. Para crear la web, utilizó la plataforma de micromecenazgo Kickstarter. El proyecto generó controversia rápidamente, recibiendo críticas porque estaba quitando el anonimato a usuarios de Internet (doxing) y violando su intimidad. Según The Daily Dot, «Personas parte del movimiento antiacoso no tardaron en criticar la base de datos, llamándola una "lista de humillación pública", que animaría al ‘’doxing y al acoso». Tanto grupos conservadores como progresistas involucrados en el Gamergate criticaron el sitio web.
En respuesta, personas empezaron a doxear a Owens. Owens culpó, sin evidencia, el doxeo a progresistas involucrados en el Gamergate. Gracias a esto, ganó el apoyo de conservadores implicados en el Gamergate, incluyendo a los ultraderechistas y seguidores de Trump, Milo Yiannopoulos y Mike Cernovich. Después de esto, Owens se volvió conservadora, diciendo en 2017: «Me convertí en una persona conservadora esta noche… Me di cuenta de que los liberales eran los racistas. Los liberales eran los troles… Soy conservadora por mi web, Social Autopsy».
Owens dijo que la web no pretendía ser una plataforma que animase al doxing, y que ninguno de los usuarios expuestos serían descubiertos por su nombre o lugar de empleo u ocupación. Sin embargo, Kickstarter suspendió la campaña de financiación y el sitio web nunca fue creado.

### Medios de comunicación y activismo conservador
En 2015, Owens fundó la web Degree180. El sitio web publicaba contenido anticonservador y anti-Trump. Una de las publicaciones de Owens en esta página decía: «son buenas noticias que el Tea Party Movement finalmente caerá (pacíficamente en sueño, esperamos)». Cuando en mayo de 2018 la web de noticias BuzzFeed News publicó el contenido de esta web, Owens describió al reportero de BuzzFeed como una «criatura despreciable» y agregó que BuzzFeed había amenazado a los redactores de Degree180 (algo que BuzzFeed niega).
En 2017, entró en círculos conservadores por estar a favor de Trump y por criticar ideologías liberales sobre el racismo institucional, desigualdad, y política de identidad.
En abril de 2018, Kanye West tuiteó, «me encanta la manera de pensar de Candace Owens».  En mayo de 2018, Donald Trump declaró que Owens «está teniendo un gran impacto en la política de nuestro país… representa un grupo de listos "pensadores", y es maravilloso ver y oír lo que dice… ¡es genial para nuestro país!».

## Puntos de vista políticos

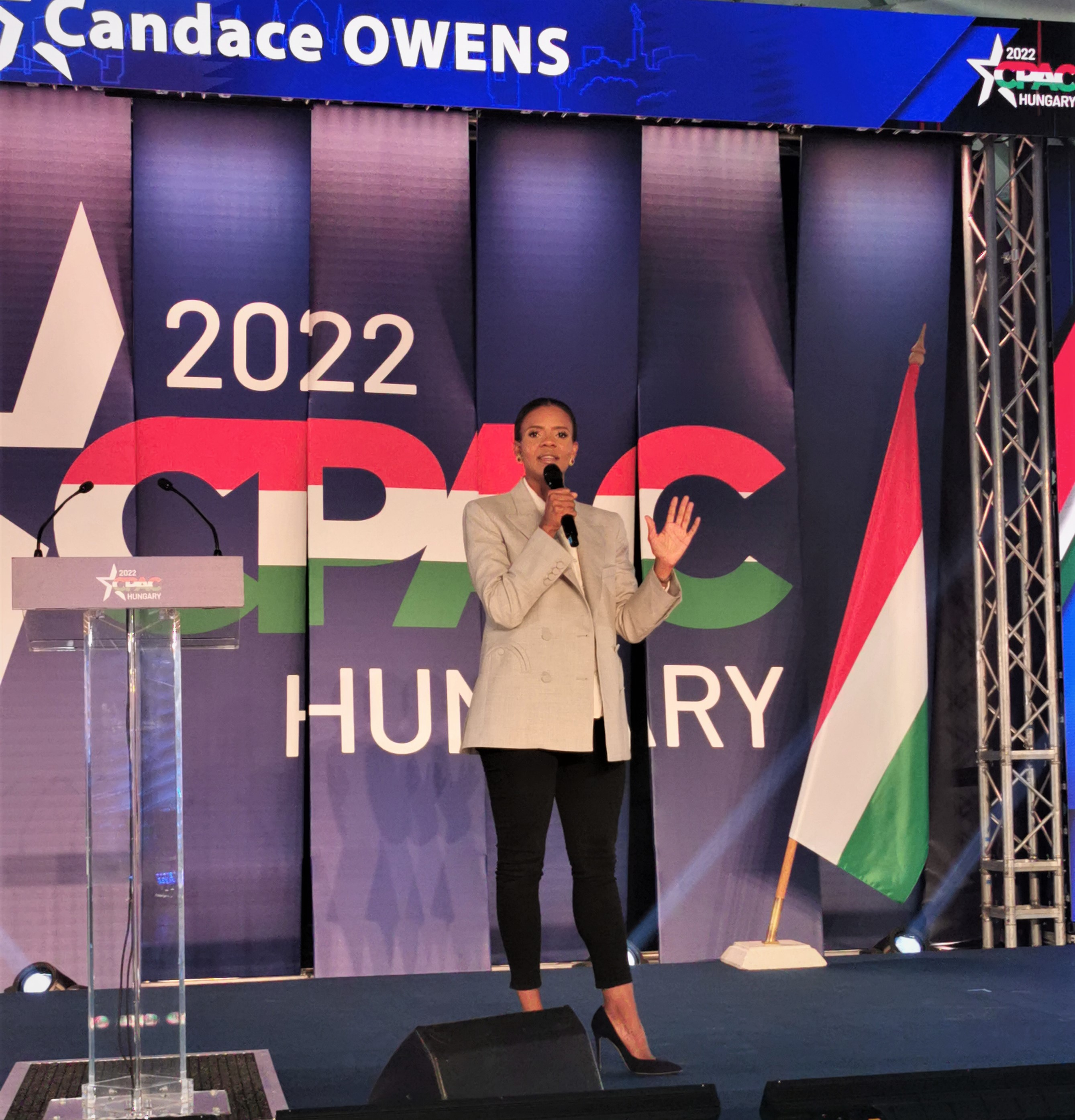
Candace Owens hablando en CPAC Hungría 2022.

### Comentarios a favor de Trump y recepción de los medios
En 2017, debido a su cambio de ideología política, recibió muchas críticas por parte de los medios. The Guardian la ha descrito como «ultraconservadora», Daily Beast la ha descrito como «ultraderechista», la revista New York y Columbia Journalist Review la describieron como «derechista». Ha descrito a Trump como el “salvador” de la civilización occidental.
Owens no votó en las elecciones de 2012 y 2016; como respuesta en 2018, dijo que «la suya [la de Trump] es la primera vez que he estado políticamente de acuerdo y activa».
Ha pedido el encarcelamiento de Hillary y Bill Clinton, del director de FBI, James Comey, y el del consejero Robert Mueller, así como de pilares de televisión como Jake Tapper, Rachel Maddow y Anderson Cooper.

### Relaciones interraciales
Owens ha hecho varias declaraciones en contra del Black Lives Matter. Los ha descrito como «una panda de niños quejicas, intentando sentirse oprimidos para llamar la atención». Owens ha argumentado que los afroamericanos tienen una «mentalidad victimista». También ha declarado que a las personas negras les han lavado el cerebro para que voten a demócratas. Ha añadido que la violencia policial hacia las personas negras no es por racismo.
Después de la Manifestación Unite the Right en Charlottesville en 2017, Owens dijo que la preocupación por el aumento del nacionalismo blanco era “estúpida”.

### Cambio climático
Owens niega el consenso científico sobre el cambio climático. Ha llamado al cambio climático «una mentira utilizada para extraer dólares de estadounidenses».

### Movimiento Me Too
Owens describió al movimiento Me Too como estúpido y se mostró en descuerdo. A su vez, escribió que el #MeToo promovía la idea de que las mujeres eran «estúpidas, débiles e insignificantes».

### Derechos LGBT
Owens apoya el matrimonio entre personas del mismo sexo. El 28 de julio de 2017, Owens declaró que estaba a favor de prohibir el ingreso al ejército de Estados Unidos a los individuos transgénero que aún no han hecho la transición completa, sin embargo expresó que no se oponía a que personas transgénero que ya se habían practicado cirugía total de cambio de sexo sirvieran en el ejército.

### Aborto
Ha dicho que el aborto es «exterminio» de criaturas negras.

### Otros
Ella acudió a la apertura de la embajada de Estados Unidos en Jerusalén. No está a favor de la prensa ni de las políticas de fronteras abiertas y ha pedido la deportación inmediata de cualquier inmigrante ilegal.
En mayo de 2018, Owens alabó el tuit de Louis Farrakhan que aprueba a Donald Trump diciendo que era «algo realmente grande» y «relevante». Después de recibir críticas de figuras conservadoras por alabar a Farrakhan, quien tiene una historia de comentarios antisemitas, eliminó el tuit.
Owens ha descrito a George Soros y a los «globalistas» como una de las amenazas más urgentes en Estados Unidos. Ha dicho que las críticas negativas conservadoras que recibe vienen de «socialistas secretos».

### Israel
Ha sido crítica de las acciones de Israel en la guerra de Gaza, motivo por el cual abandonó el medio Daily Wire del comentarista conservador sionista Ben Shapiro. En 2024 Owens expandió la frase Viva Cristo Rey (Christ is King en inglés) dentro de círculos políticos estadounidenses en respuesta a Shapiro. Además tras esto, Owens se convirtió al catolicismo.
A fines de 2024, la organización proisraelí Stop Antisemitism la nombró «Antisemita del Año».

### Demanda por difamación de Emmanuel Macron
En julio de 2025 el presidente de la República de Francia Emmanuel Macron y su esposa Brigitte Macron, demandaron a Owens por 22 cargos de difamación al difundir por redes sociales que la mujer nació hombre. Presentada ante el Tribunal Superior de Delaware, alega que Owens ha participado en una "implacable campaña de difamación de un año de duración" contra la pareja.

## Documental
En octubre de 2022 Owens estrenó su documental The Greatest Lie Ever Sold.